# Backkatalog
Backkatalog oder Back-Katalog (von engl. back catalog(ue)) ist ein Begriff der Musikwirtschaft und bezeichnet, ähnlich wie im Buch- und Verlagswesen der Begriff Backlist, die Gesamtheit derjenigen Musiktitel einer Plattenfirma oder eines vergleichbaren Unternehmens, die noch lieferbar sind, aber nicht als Neuerscheinungen vorbereitet oder schon vermarktet werden. Die Neuerscheinungen der aktuellen Saison werden somit nach Ablauf der Saison normalerweise automatisch Bestandteil des Backkatalogs, sofern sie weiterhin als lieferbar angeboten und nicht aus dem Angebot ausgelistet werden.
Darüber hinaus wird das Gesamtwerk eines Künstlers als Backkatalog bezeichnet.